# Кляповское сельское поселение
Кля́повское се́льское поселе́ние — муниципальное образование в Берёзовском районе Пермского края Российской Федерации.
Административный центр — деревня Кляпово.

## География
Граничит с Берёзовским, Сосонвским, Переборским, Асовским сельскими поселениями. Центр поселения — село Кляпово — отдален от села Берёзовка на 6 км. Общая площадь поселения 296,79 кв. км.

## История
Статус и границы сельского поселения установлены Законом Пермской области от 1 декабря 2004 года № 1872-404 «Об утверждении границ и о наделении статусом муниципальных образований Берёзовского района Пермской области

## Население
| 2009  | 2010  | 2012  | 2013  | 2014  | 2015  | 2016  |
| ----- | ----- | ----- | ----- | ----- | ----- | ----- |
| 1036  | ↗1677 | ↘1650 | ↘1627 | ↘1567 | ↘1551 | ↘1526 |
| 2017  | 2018  | 2019  |       |       |       |       |
| ↘1477 | ↘1451 | ↘1427 |       |       |       |       |

Возрастной состав
В общей численности населения:
- дети и подростки — 351 человек
- пенсионеры старше трудового возраста — 369 человека
- трудоспособное население — 949 человек.

| Наименование населенного пункта | Всего населения | Население младше трудоспособного возраста | Население трудоспособного возраста | Население старше трудоспособного возраста |
| ------------------------------- | --------------- | ----------------------------------------- | ---------------------------------- | ----------------------------------------- |
| деревня Кляпово                 | 514             | 83                                        | 358                                | 73                                        |
| деревня Бородино                | 7               | 1                                         | 5                                  | 1                                         |
| деревня Галашино                | 13              | 2                                         | 6                                  | 5                                         |
| деревня Костята                 | 5               | 0                                         | 2                                  | 3                                         |
| деревня Марково                 | 123             | 28                                        | 68                                 | 27                                        |
| деревня Осиново                 | 19              | 2                                         | 10                                 | 7                                         |
| деревня Селезни                 | 7               | 0                                         | 2                                  | 5                                         |
| село Таз Русский                | 170             | 40                                        | 79                                 | 51                                        |
| деревня Таз Татарский           | 177             | 61                                        | 86                                 | 30                                        |
| село Зернино                    | 328             | 66                                        | 173                                | 89                                        |
| деревня Батурята                | 5               | 0                                         | 1                                  | 4                                         |
| деревня Демидята                | 1               | 0                                         | 0                                  | 1                                         |
| деревня Епишата                 | 27              | 4                                         | 13                                 | 10                                        |
| деревня Малыши                  | 132             | 31                                        | 66                                 | 35                                        |
| деревня Мачино                  | 102             | 25                                        | 64                                 | 13                                        |
| деревня Мисилята                | 25              | 4                                         | 9                                  | 12                                        |
| деревня Рязаны                  | 14              | 4                                         | 7                                  | 3                                         |

## Состав сельского поселения
| №  | Населённый пункт | Тип населённого пункта          | Население |
| -- | ---------------- | ------------------------------- | --------- |
| 1  | Батурята         | деревня                         | 4         |
| 2  | Бородино         | деревня                         | 7         |
| 3  | Галашино         | деревня                         | 13        |
| 4  | Демидята         | деревня                         | 2         |
| 5  | Епишата          | деревня                         | 33        |
| 6  | Зернино          | село                            | 315       |
| 7  | Кляпово          | деревня, административный центр | 505       |
| 8  | Костята          | деревня                         | 6         |
| 9  | Малыши           | деревня                         | 143       |
| 10 | Марково          | деревня                         | 121       |
| 11 | Мачино           | деревня                         | 104       |
| 12 | Мисилята         | деревня                         | 24        |
| 13 | Осиново          | деревня                         | 20        |
| 14 | Рязаны           | деревня                         | 10        |
| 15 | Селезни          | деревня                         | 9         |
| 16 | Таз Русский      | село                            | 175       |
| 17 | Таз Татарский    | деревня                         | 174       |
| 18 | Тимята           | деревня                         | 11        |

## Социальная инфраструктура
Детские образовательные учреждения
- МОУ МБОУ «Кляповская основная общеобразовательная школа»
- Филиал МБОУ «Кляповская основная общеобразовательная школа» Зернинская начальная школа – детский сад
- Структурное подразделение МБОУ «Кляповская основная общеобразовательная школа» «Кляповский детский сад»
- Филиал МБОУ «Кляповская основная общеобразовательная школа» Зернинская начальная школа – детский сад

Учреждения здравоохранения
- Кляповский фельдшерско-акушерский пункт
- Зернинский фельдшерско-акушерский пункт
- Тазовский фельдшерско-акушерский пункт

Культурные учреждения
- МБУК «Кляповский СДК»
- Зернинский филиал МБУК «Кляповский СДК»

## Экономика
В сельском хозяйстве работают две организации: ООО «Луч» и ООО «Красотинское».

## Потребительский рынок товаров и услуг
В муниципальном образовании в сфере торговли работают магазины Берёзовского Райпо и 4 магазина индивидуальных предпринимателей.